# Аркамані I
Аркамані I (д/н — бл. 260 до н. е.) — цар Куша в 270—260 роках до н. е.

## Життєпис
Єдині надійні археологічні підтвердження Аракамані походять від його похоронної піраміди в Мерое. Крім того, багато вчених вважають, що його слід ототожнювати з царем Ергаменом, згаданим істориком Діодором Сицилійським. За його повідомленням, жерці наказали мероїтському правителю на ім'я Ергамен вчинити самогубство, щоб сподобатися богам. Жерці Кушу в той час вважали себе вісниками бога Амона, який, нібито сповіщав їм свою волю. Закон, встановлений ними говорив, що цар візьме на себе страшну провину і буде боговідступником, якщо зважиться порушити наказ вчинити самогубство, надісланий жерцями. Проте, він знехтував традицією і, замість цього рушив з військом до жрецької фортеці, де розташовувався «золотий храм Ефіопів», що перебував в важкодоступному місці, де знищив жерців.
Події, про які повідомляється Діодором, тепер трактуються як династична зміна у зв'язку з перенесенням царського некрополя з Джебель-Баркал до Мерое. Водночас місце сходження на трон з Напати перейшло до Мерое. Остання остаточно стає повноцінною столицею Куша. Низка дослідників відраховують саме з правління Аркамані I початок Мероїтського періоду.
Відповідно до Діодора був сучасником Птолемея II, царя Єгипту, з яким підтримував гарні відносини. основою якого стала торгівля прянощами, деревиною та слонами до Єгипту. Почалася розвиватися морська торгівля.
За панування Аркамані I до Куша стала проникати елліністична культура. Також в роки його правління в Куші було створено мероїтську писемність. У військах за зразком єгипетської армії з'явилися бойові слони.
Помер близько 260 року до н. е. Поховано в піраміді № 6 в Мерое. Йому спадкував Аманісло.